# Smith/Kotzen
Smith/Kotzen ist ein Musikprojekt der Gitarristen Adrian Smith (Iron Maiden) und Richie Kotzen.

## Hintergrund
Die beiden Musiker stammen aus Großbritannien (Smith) und den USA (Kotzen). Während Smiths internationale Bekanntheit überwiegend aus seiner Tätigkeit als Gitarrist der britischen Heavy-Metal-Band Iron Maiden resultiert, ist Kotzen vor allem in den USA für sein Solowerk und seine Zusammenarbeit mit so unterschiedlichen Musikern wie Poison (Native Tongue), Greg Howe, Vertú und Mr. Big bekannt. Seit 2011 ist er Gitarrist und Sänger der Winery Dogs.
Smith lebt zeitweise in Kalifornien, Kotzen zählt dort zu seinen Nachbarn. Über die Jahre verbrachten die Musiker Zeit miteinander, trafen sich zum Essen, luden sich gegenseitig ein. Dabei zogen sie sich oft auch gemeinsam zurück, um Jam-Sessions abzuhalten. Smiths Frau schlug irgendwann vor, dass die beiden Musiker doch „ruhig mal eigenes Zeug schreiben“ könnten.
Kotzen sagte dazu:

„Unsere einzige Motivation bestand darin, die Chemie zwischen uns auszuloten und miteinander Musik zu machen. Es gab keine Deals und keine Angebote – darum haben wir uns erst gekümmert, als die Scheibe im Kasten war. Auch über die Ausrichtung unserer Musik haben wir uns nicht sonderlich den Kopf zerbrochen.“

## Veröffentlichungen
Im März 2021 erschien das selbstbetitelte erste gemeinsame Album, das sich in den europäischen Charts etablieren konnte. Im November desselben Jahres wurde eine EP mit dem Titel Better Days, dem im September 2022 das Livealbum Better Days… and Nights folgte.

## Diskografie
| Jahr | Titel Musiklabel                              | Höchstplatzierung, Gesamtwochen, AuszeichnungChartplatzierungen (Jahr, Titel, Musiklabel, Platzierungen, Wochen, Auszeichnungen, Anmerkungen) | Höchstplatzierung, Gesamtwochen, AuszeichnungChartplatzierungen (Jahr, Titel, Musiklabel, Platzierungen, Wochen, Auszeichnungen, Anmerkungen) | Höchstplatzierung, Gesamtwochen, AuszeichnungChartplatzierungen (Jahr, Titel, Musiklabel, Platzierungen, Wochen, Auszeichnungen, Anmerkungen) | Höchstplatzierung, Gesamtwochen, AuszeichnungChartplatzierungen (Jahr, Titel, Musiklabel, Platzierungen, Wochen, Auszeichnungen, Anmerkungen) | Anmerkungen                                        |
| Jahr | Titel Musiklabel                              | DE | AT | CH | UK | Anmerkungen                                        |
| ---- | --------------------------------------------- | --- | --- | --- | --- | -------------------------------------------------- |
| 2021 | Smith/Kotzen BMG Rights Management            | DE13 (2 Wo.)DE | AT11 (1 Wo.)AT | CH8 (3 Wo.)CH | UK17 (1 Wo.)UK | Erstveröffentlichung: 26. März 2021                |
| 2021 | Better Days EP BMG Rights Management          | — | — | — | — | Erstveröffentlichung: 26. November 2021 EP         |
| 2022 | Better Days… and Nights BMG Rights Management | — | — | CH56 (… Wo.)CH | — | Erstveröffentlichung: 16. September 2022 Livealbum |
| 2025 | Black Light/White Noise BMG Rights Management | DE33 (… Wo.)DE | AT19 (1 Wo.)AT | CH14 (1 Wo.)CH | — | Erstveröffentlichung: 4. April 2025                |